# Ismaël Wagué
Ismaël Wagué est un militaire malien, ministre de la Réconciliation nationale du Gouvernement de Transition depuis le 5 octobre 2020.

## Biographie
Ismaël Wagué est depuis le 5 octobre 2020, ministre de la Réconciliation nationale du Mali dans le Gouvernement de Transition dirigé par Moctar Ouane.
Il est nommé chef d'état-major adjoint de l'armée de l'air le 17 mars 2019 à la faveur des limogeages massifs consécutifs au massacre d'Ogossagou.
Il était, avec Assimi Goïta, Malick Diaw et Sadio Camara, un des organisateurs du coup d'État de 2020 contre le président Ibrahim Boubacar Keïta. Il devient par la suite porte-parole du Comité national pour le salut du peuple jusqu'à sa nomination dans le nouveau Gouvernement de Transition.